# Ashmeadiella
Ashmeadiella är ett släkte av bin. Ashmeadiella ingår i familjen buksamlarbin.

## Dottertaxa tillAshmeadiella, i alfabetisk ordning[1]
- Ashmeadiella altadenae
- Ashmeadiella aridula
- Ashmeadiella australis
- Ashmeadiella barberi
- Ashmeadiella bequaerti
- Ashmeadiella bigeloviae
- Ashmeadiella biscopula
- Ashmeadiella breviceps
- Ashmeadiella bucconis
- Ashmeadiella cactorum
- Ashmeadiella californica
- Ashmeadiella cazieri
- Ashmeadiella chumashae
- Ashmeadiella clypeodentata
- Ashmeadiella cockerelli
- Ashmeadiella crassa
- Ashmeadiella cubiceps
- Ashmeadiella difugita
- Ashmeadiella digiticauda
- Ashmeadiella dimalla
- Ashmeadiella erema
- Ashmeadiella eurynorhyncha
- Ashmeadiella femorata
- Ashmeadiella floridana
- Ashmeadiella foveata
- Ashmeadiella foxiella
- Ashmeadiella gillettei
- Ashmeadiella holtii
- Ashmeadiella hurdiana
- Ashmeadiella inyoensis
- Ashmeadiella lateralis
- Ashmeadiella leachi
- Ashmeadiella leucozona
- Ashmeadiella lutzi
- Ashmeadiella maxima
- Ashmeadiella meliloti
- Ashmeadiella micheneri
- Ashmeadiella microsoma
- Ashmeadiella neomexicana
- Ashmeadiella occipitalis
- Ashmeadiella opuntiae
- Ashmeadiella parkinsoniae
- Ashmeadiella pronitens
- Ashmeadiella prosopidis
- Ashmeadiella rhodognatha
- Ashmeadiella rubrella
- Ashmeadiella rufipes
- Ashmeadiella rufitarsis
- Ashmeadiella salviae
- Ashmeadiella sangrita
- Ashmeadiella sculleni
- Ashmeadiella sonora
- Ashmeadiella stenognatha
- Ashmeadiella stevensi
- Ashmeadiella timberlakei
- Ashmeadiella titusi
- Ashmeadiella truncativentris
- Ashmeadiella vandykiella
- Ashmeadiella xenomastax